# 1999 WL
1999 WL är en asteroid i huvudbältet som upptäcktes 16 november 1999 av den japanska astronomen Takao Kobayashi vid Ōizumi-observatoriet.
Asteroiden har en diameter på ungefär 3 kilometer och den tillhör asteroidgruppen Matterania.